# Flensing Islands
Die Flensing Islands (in Argentinien Flensing Rocas) sind Inselgruppe im Archipel der Südlichen Orkneyinseln. Sie liegen 1,5 km westlich des Foca Point vor der Westküste von Signy Island.
Der norwegische Walfängerkapitän Petter Sørlle betitelte sie aus einer zwischen 1912 und 1913 erstellten Landkarte als Flenserne. Wissenschaftler der britischen Discovery Investigations übertrugen 1933 den norwegischen Namen ins Englische. Namensgebend ist das Abflensen (englisch flensing) eines Walkadavers.